# Gijsbrecht van Brederode
Gijsbrecht van Brederode (* 1416; † 15. August 1475 in Breda) war Bischof von Utrecht und Propst von St.-Donatius in Brügge und St.-Servatius in Maastricht.
Gijsbrecht, dem edlen Geschlecht der van Brederode entstammend, war ein Sohn von Walraven I. und Johanna van Vianen. Sein älterer Bruder war Reinoud II. van Brederode, Erbburggraf von Utrecht, mit dem er in die politischen Streitigkeiten Utrechts hineingezogen wurde.
Gijsbrecht war Utrechter Dompropst; als Anhänger der Hoeksen Partei (Haken-und-Kabeljau-Krieg) leitete er den Kampf gegen den Utrechter Bischof Rudolf von Diepholz ein. Am 7. April des Jahres 1455 ernannte ihn das Domkapitel zum Bischof. Aber unter dem Druck des burgundischen Herzogs Philipp des Guten ernannte Papst Kalixt III. Philipps unehelichen Sohn David von Burgund zum Bischof. Durch Waffengewalt konnte Philipp von Burgund den aufkeimenden Widerstand niederschlagen.
Im Jahre 1456 verzichtete van Brederode, mit einer reichen Entschädigung bedacht, auf sein Bischofsamt. Des Weiteren wurde er zum Propst von Sint-Donaas in Brugge mit dem damit verbundenen Ehrenamt eines Kanzlers von Flandern bestellt. Er stand auch weiterhin in  Opposition zu David von Burgund und wurde im Jahre 1470 zusammen mit seinem Bruder Reinoud II. verhaftet. Nach dem Jahr 1470 gab ihnen Karl der Kühne die Freiheit wieder.